# Anny Wottitz

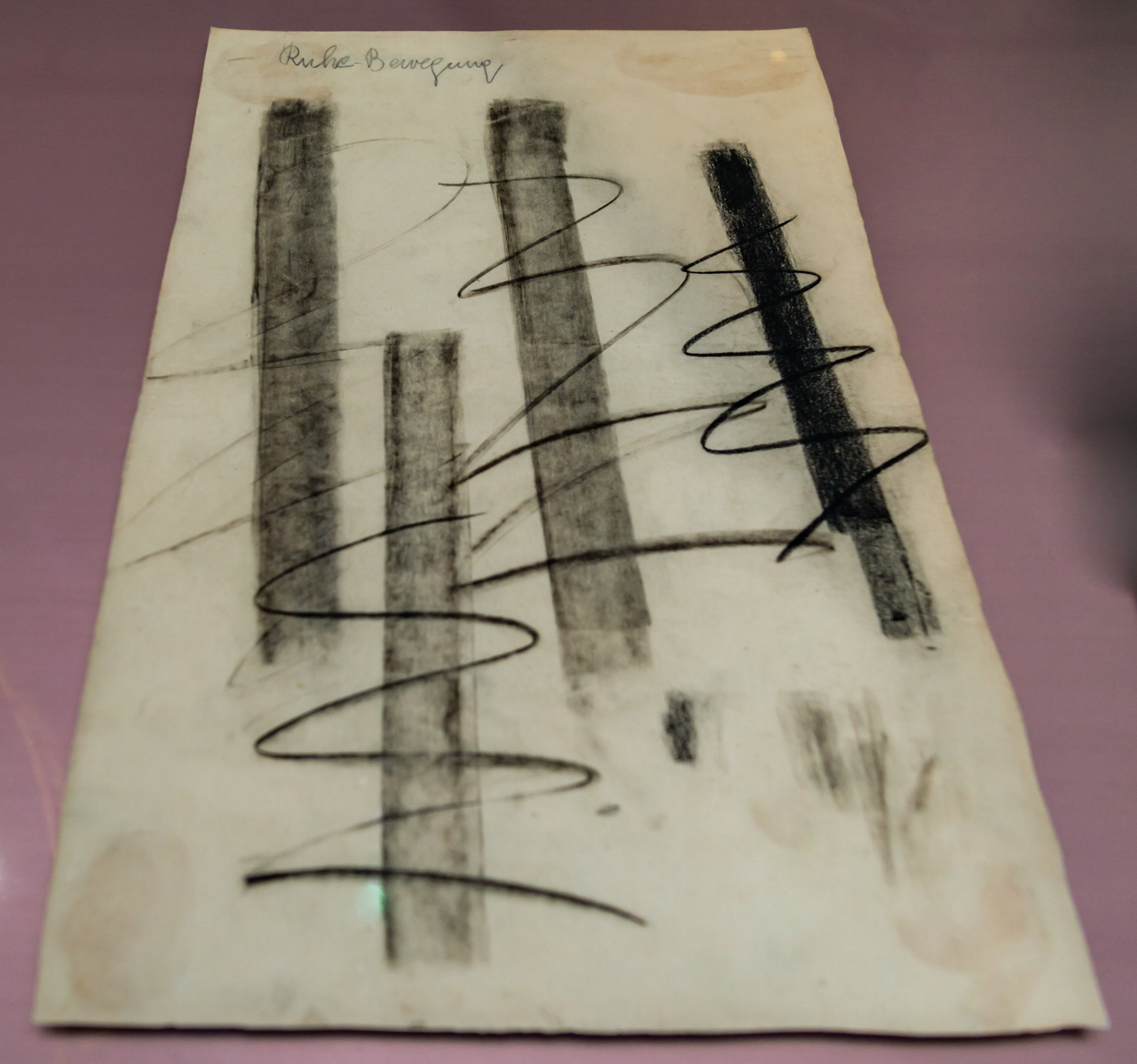
Anny Wottitz: Kontrast-Studie Ruhe-Bewegung, 1919

Anny Wottitz, auch Anny Moller-Wottitz, (* 19. Mai 1900 in Wien, Österreich-Ungarn; †  30. Juli 1945 in Haifa) war eine österreichische Kunsthandwerkerin und Buchbinderin.

## Leben
Geboren als Tochter von Irene und Josef Wottitz studierte Anny Wottitz mit Friedl Dicker an der Privatschule von Johannes Itten in Wien. Aus der Zeit um 1917 sind Briefe des Komponisten Viktor Ullmann von der Front an seine Geliebte Anny Wottitz erhalten. 1919 ging sie mit Itten als Teil der Wiener Gruppe an das Bauhaus nach Weimar. Dort wurde sie Lehrling in der Buchbindeklasse von Otto Dorfner. Sie war Hospitantin der Buchbinderei anfangs ohne Lehrvertrag, den sie erst im Januar 1921 erhielt. Sie experimentierte mit verschiedenen Techniken und Materialien und ließ sich von Johannes Itten und Theo van Doesburg inspirieren. Gesellenprüfung als Buchbinderin in Wien. In der Zusammenarbeit mit Dorfner kam es immer wieder zu Schwierigkeiten, da dieser sich nicht in den "Bauhausstil" integrieren wollte. Vom 28. September 1922 bis 1. Mai 1923 übernahm Wottitz die Betreuung der Buchbindereiwerkstatt durch einen monatlich kündbaren Vertrag. Am 15.4. endete ihr Lehrvertrag am Bauhaus. Am 1. Mai 1923 zog sie nach Berlin und führte danach in Wien zeitweise mit Friedl Dicker ein Atelier. 1924 heiratete sie in Wien den Textilunternehmer Hans Moller und bezog dort eine von Adolf Loos erbaute Villa. 1926 wurde ihre Tochter Judith geboren, mit der sie nach England auswanderte. 1940 emigrierte sie nach Palästina, wo sie als Lehrerin arbeitete. Die Briefkorrespondenz mit Friedl Dicker wurde von ihrer Tochter Ende der 1990er an die Universität für angewandte Kunst in Wien übergeben.